# Juicio de los Ministerios

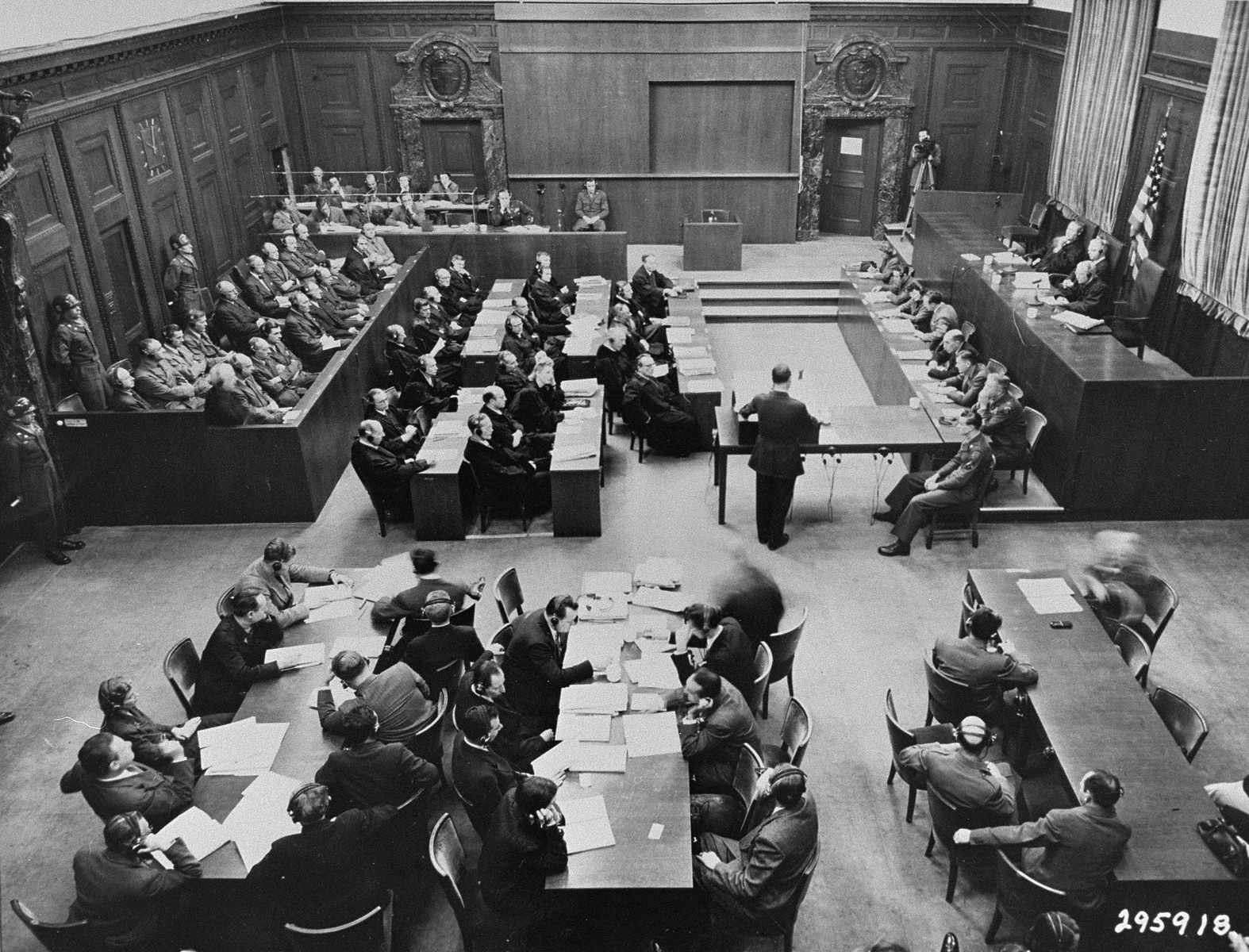
Comienzo del juicio, con la primera intervención del fiscal jefe, Telford Taylor.

El Juicio de los Ministerios (oficialmente, Los Estados Unidos de América contra Ernst von Weizsäcker, et al.) fue el penúltimo y más largo de doce juicios por crímenes de guerra que las autoridades norteamericanas en la zona de ocupación americana celebraron en la ciudad de Núremberg al poco tiempo de finalizar la Segunda Guerra Mundial, denominados en su conjunto Juicios de Núremberg. A diferencia del juicio principal, celebrado ante una sala especial del Tribunal Militar Internacional, este juicio, como otros, se llevó a cabo ante un tribunal militar de los Estados Unidos, aunque tuviera lugar en la misma sala del Palacio de la Justicia.

## Nombre
El Juicio de los Ministerios recibe este nombre debido a que los imputados eran altos funcionarios de varios ministerios de la Alemania nazi, con cargos en su contra por los cargos de responsabilidad que habían desempeñado tanto en Alemania como en los territorios ocupados por ese país durante la guerra. El juicio se conoce en alemán como Wilhelmstraßen-Prozess (‘juicio de la calle Wilhelmstraße’), ya que tanto la cancillería del Reich como el Ministerio de Asuntos Exteriores del mismo se encontraban en la Wilhelmstrasse en Berlín, nombre que se usaba a menudo como metonimia para referirse a la Administración nazi.

## Descripción
Los jueces de la sala de lo militar número 6 (Military Tribunal VI) eran William C. Christianson (presidiendo la mesa), Robert F. Maguire y Leon W. Powers. El jefe del equipo de fiscales era el general de brigada Telford Taylor y el fiscal principal del caso era Robert Kempner. La imputación fue cursada el 15 de noviembre de 1947, y la fase de testimonios tuvo lugar entre el 6 de enero y el 18 de noviembre del año siguiente. Cinco meses más tarde, el 11 de abril de 1949, los jueces dieron a conocer su sentencia, detallada en 833 folios. De los doce juicios posteriores al juicio principal, este fue el más largo y el último en concluirse (pese a ser el penúltimo en comenzar). 
De los 21 imputados, dos fueron absueltos de todos los cargos. Los otros 19 fueron condenados por uno o más de los cargos presentados, y sentenciados a penas de prisión de entre 3 y 25 años (aunque todas las penas de más de 10 años serían posteriormente conmutadas por el alto comisionado americano, John McCloy, reduciéndolas a 10 años).